# Threskiornithidae
Famille
Les Threskiornithidae (ou threskiornithidés) sont une famille d'oiseaux comportant 13 genres et 36 espèces actuelles d'ibis et de spatules.

## Description
Ces oiseaux sont des échassiers terrestres de taille moyenne à grande (de 46 à 110 cm), à pattes et cou plutôt longs. Les ibis ont le bec long, mince et recourbé, alors qu'il est large et aplati chez les spatules.
Cosmopolites à l'exception de l'Antarctique, ils présentent la plus grande diversité en région tropicale. Ils vivent dans une variété de zones humides, mais quelques espèces fréquentent les forêts, prairies ou régions arides ou semi-arides.

## Systématique

### Sous-familles
Les threskiornithidés peuvent être divisés en 2 sous-familles, : les threskiornithinés, regroupant les 30 espèces d'ibis et les plataleinés, regroupant les 6 espèces de spatules dans un seul et unique genre. D'autres classifications ne font pas de distinction et laissent groupés tous ces échassiers.

### Genres et espèces
D'après la classification de référence (version 14.1, 2024) de l'Union internationale des ornithologues, il y a 36 espèces (dont 1 éteinte) de Threskiornithidae réparties en 13 genres.
Liste des genres et des espèces par ordre phylogénique :
- sous-famille Threskiornithinae (12 genres et 30 espèces dont 1 éteinte) ;
  - Threskiornis (Gray, GR, 1842) (6 espèces dont 1 éteinte) ;
  - Pseudibis (Hodgson, 1844) (3 espèces) ;
  - Geronticus (Wagler, 1832) (2 espèces) ;
  - Nipponia (Reichenbach, 1853) (1 espèce) ;
  - Bostrychia (Gray, GR, 1847) (5 espèces) ;
  - Theristicus (Wagler, 1832) (4 espèces) ;
  - Cercibis (Wagler, 1832) (1 espèce) ;
  - Mesembrinibis (Peters, JL, 1930) (1 espèce) ;
  - Phimosus (Wagler, 1832) (1 espèce) ;
  - Eudocimus (Wagler, 1832) (2 espèces) ;
  - Plegadis (Kaup, 1829) (3 espèces) ;
  - Lophotibis (Reichenbach, 1853) (1 espèce) ;
- sous-famille Plataleinae (1 genre et 6 espèces) ;
  - Platalea (Linnaeus, 1758) (6 espèces) ;

### Espèce éteinte
Une espèce de cette famille est éteinte:
- † Threskiornis solitarius – Ibis de la Réunion